# Jurij Hudolin
Jurij Hudolin (Ljubljana, 29. svibnja 1973.) je pisac, urednik, kolumnist, scenarist i prevoditelj. 

## Životopis
Maturirao je u Ljubljani, gdje je na Filozofskom fakultetu studirao književnost i srpski/hrvatski jezik. Sedam je godina živio u Pavićinima, malom selu pokraj Pule. Sada živi u Ljubljani.

## Djelovanje
Prvu zbirku pjesama Ako je laž kralj (1991.) objavio je s osamnaest godina. Zbirka Govori žena bila je proglašena najboljom knjigom godine po izboru časopisa Playboy (2002.), a posljednja nominacija za nagradu je za zbirku Ćekanje revolucije i mudrosti (Veronikina nagrada 2014.).
Zbirke pjesama prevedene su mu na engleski, češki, mađarski, hrvatski, makedonski, albanski i srpski jezik, a revialno u tridesetak jezika. 
Prvi roman Obijest je objavio 2005., a slijede mu romani Pastorak (2008.), Hodač po žici (2011.) te Ingrid Rosenfeld (2013.), Osnove ljubavi i zla (2016.), Trst via Ljubljana (2017.) i Ljubljanske ulice (2018.). 
Roman Obijest uvršten je među deset najboljih knjiga po izboru tjednika Mladina za 2005. godinu, a roman Ingrid Rosenfeld bio je nominiran za nagrad Kresnik za roman godine.  
Romani su mu prevođeni na engleski, njemački, makedonski, albanski, srpski i hrvatski jezik. 
Na slovenski preveo je knjige Miljenka Jergovića, Damira Karakaša, Igora Štiksa, Dubravke Ugrešić, Damira Šodana, Draga Glamuzine, Miroslava Mičanovića, Branka Čegeca, Mileta Stojića, Ljubomira Djurkovića, Jasmina Imamovića, Zdravka Kecmana, Igora Marojevića, Damira Avdića, Roberta Perišića, Tomislava Markovića, Marka Pogačara, Ivana Sršena idr. 
Bio je kolumnist Dela, Dnevnika, Večera, Televizije Slovenija, Mladine. 2004. izdao je zbirku novinskih kolumni Ostavi ti to.
Za Televiziju Slovenija napisao petnaestak scenarija, među kojima je najpoznatiji te nagrađivan kod kuče i u inozemstvu film o nogometašu Milku Djurovskom, a snimio je i dokumentarni film o najboljem slovenskom nogometašu Zlatku Zahoviču. 
Urednik je u časopisu Apokalipsa. Urednik je desetak antologija poezije iz kanona svjetske književnosti. Član je Društva slovenskih pisaca, Društva slovenskih prevoditelja. Dobitnik više domaćih i stranih literarnih stipendija.